# 井伊文子
井伊文子（1917年5月20日—2004年11月22日），日本女性歌人、散文家。她是琉球末代國王尚泰的後代，擔任第19代聞得大君之職。

## 生平
婚前名尚文子，她是尚昌的長女，為尚百子（婚前名：小笠原百子）所生。1934年畢業於女子學習院。1937年，與井伊直愛結婚。她跟隨文學家佐佐木信綱學習短歌，留下了不少作品。
2004年，因心臟衰竭，在彥根市的家中死去，部份遺骨被送回沖繩，葬於伊是名玉陵。
| 宗教頭銜          | 宗教頭銜          | 宗教頭銜        |
| ----------------- | ----------------- | --------------- |
| 前任： 今歸仁延子 | 聞得大君 第十九代 | 繼任： 野津圭子 |